# Amy Mbacké Thiam
Amy Mbacké Thiam (Kaolack, 10 de novembro de 1976), é uma atleta senegalesa, praticante de 400 metros planos, distância na qual foi Campeã Mundial em 2001.
Atleta bastante dotada, Thiam classificou-se ainda em 3º e 4º lugares nas finais de 400 metros dos Campeonatos Mundiais de 2003 e 2005, respetivamente. Por outro lado, nos Jogos Olímpicos, nunca conseguiu atingir a final em qualquer das duas edições em que esteve presente, 2000 e 2004.

## Recordes pessoais
Outdoor
| Prova      | Tempo   | Data                   | Local             |
| ---------- | ------- | ---------------------- | ----------------- |
| 200 metros | 23,10 s | 13 de maio de 2005     | Doha, Qatar       |
| 300 metros | 36,37 s | 14 de setembro de 2000 | Sydney, Austrália |
| 400 metros | 49,86 s | 7 de agosto de 2001    | Edmonton, Canadá  |

Indoor
| Prova                | Tempo   | Data                    | Local             |
| -------------------- | ------- | ----------------------- | ----------------- |
| 200 metros (em sala) | 23,56 s | 10 de fevereiro de 2009 | Liévin, França    |
| 400 metros (em sala) | 52,48 s | 2 de fevereiro de 2006  | Estocolmo, Suécia |